# Felkészülés meghatározatlan ideig tartó együttlétre
A Felkészülés meghatározatlan ideig tartó együttlétre Horvát Lili 2020-ban bemutatott 95 perces színes filmdrámája, Stork Natasa és Bodó Viktor főszereplésével. A film egy szerelmes nő története, akinek fejében összecsúszik a valóság és a képzelet.
Világpremierje 2020. szeptember 6-án volt a Velencei Nemzetközi Filmfesztivál ideje alatt tartott A szerzők napjai (Giornate degli autori) független szekció hivatalos válogatásában. Magyarországon szeptember 24-én került a filmszínházakba a Mozinet forgalmazásában. Az alkotást Magyarország nevezte a 2021-es Oscar-díjra a legjobb nemzetközi játékfilm kategóriában.

## Cselekménye
A 40. születésnapjához közeledő magyar származású Vizy Márta 20 éve él New Jersey-ben, ahol ünnepelt idegsebészként dolgozik. Egy kongresszuson felfigyel egy férfira, aki megtetszik neki. Még nem tudja, ki az illető, amikor tudatosul benne, hogy ez az idegen nem csak „Mister Right”, „az igazi”, hanem a számára tökéletes férfi. Összeismerkedik az ugyancsak magyar orvossal, Drexler Jánossal, akinek azonban a kongresszus után azonnal vissza kell térnie Magyarországra. Megállapodnak abban, hogy egy adott napon, meghatározott időpontban találkoznak Márta kedvenc budapesti helyén, a Szabadság híd pesti hídfőjénél. Egy hónappal később Márta úgy dönt, hogy maga mögött hagyva ragyogó amerikai karrierjét, hazatér.
Amikor az adott napon elmegy a megbeszélt helyre, Jánosra hiába vár, nem jelenik meg. Csalódottságában először arra gondol, hogy visszarepül az Egyesült Államokba, azonban nem akarja a dolgot ilyen könnyen feladni. Kideríti, melyik kórházban dolgozik és felkeresi. A parkolóban összetalálkozik Jánossal, aki szenvtelenül fogadja, és azt állítja: még soha nem találkoztak. Márta kételkedni kezd magában. Lehet, hogy annyira vágyott a férfira, hogy csak a fantáziája játszik vele? 
Lakást bérel és gyorsan elhelyezkedik sebészként abban a budapesti kórházban, ahol János is dolgozik. Egykori professzora emlékszik rá, szívesen fogadja, bár nem igazán érti, miért cseréli fel sikeres kinti karrierjét a hazai áldatlan állapotokkal. Végül is nagy sóhajjal nyugtázva elfogadja a szemlátomást reménytelenül szerelmes Márta „személyes” indokait: „Istenem! De hülyék a nők! Még az okosak is…”
Márta pszichiáterhez fordul, analizáltatja magát, közben nyomozni kezd a férfi után, és úgy intézi szakmai és magánjellegű dolgait, hogy felhívja magára János figyelmét. Az sikerül is, bár továbbra is nehéz eldönteni, mi a valóságos történés, és mi a férfi hatása alatt álló, vágyakozó nő fantáziájának terméke…

## Szereplők
- Stork Natasa – Dr. Vizy Márta
- Bodó Viktor – Dr. Drexler János
- Vilmányi Benett – Alex
- Nagy Zsolt – Kriván Barna
- Tóth Péter – Pszichiáter
- Lukáts Andor – Dr. Fried
- Mokos Attila – Dr. Elkán
- Linda Moshier – Helen
- Ladányi Júlia – Fanni
- Pelsőczy Réka – ingatlanközvetítő
- Kis Anna – lakástulajdonos nő
- Sebő Ernő – portás
- Végvári Viktória – Márta asszisztense
- Bethlenfalvy Ádám – rezidens orvos
- Nemes János – orvoskolléga I.
- Dorogi Tibor – orvoskolléga II.
- Kollányi Tamás – orvoskolléga III.
- Zsurzs Kati – fülzúgós beteg
- Kepes Gabriella – ápolónő I.
- Székely Rozi – ápolónő II.
- Bandor Éva – Krivánné
- Ságodi Gabriella – taxisofőr
- Barcsai Bálint – műtéti pszichológus
- Nyáry Krisztián – kiadóvezető
- Nádasdy Vilma – moderátor
- Paor Lilla – tévébemondó
- Eczl György – 10 éves Drexler
- Serf Egyed – Hermann úr
- Konfár Erik – bútorszállító I.
- Nagy Imre – bútorszállító II.
- Székely Róza – Drexler kislánya
- továbbá – Kapfinger András, Blazsej Béla, Cuhorka Emese, Cziboly Ádám, Decsi István, Fehér András, Fekete Zsuzsa, Geréb Anna, Harai Erzsébet, Hay Anna, Kelemen József, Konrád Zsuzsi, Kristóf Emőke, Magyar Péter, Mosó Mihály, Mógor Mária, Szécsényi Anikó, Vitanovics Dusán, Veres Balázs

## Stáblista
- Rendező: Horvát Lili
- Forgatókönyvíró: Horvát Lili
- Operatőr: Maly Róbert
- Vágó: Szalai Károly
- Zeneszerző: Keresztes Gábor
- Hangmérnök: Várhegyi Rudolf
- Látványtervező: Sztevanovity Sandra
- Jelmeztervező: Szlávik Júlia
- Dramaturg: Csernátony Dóra
- Gyártásvezető: Magyar Péter
- Szereposztó rendező: Szilágyi Zsófia
- Producer: Miskolczi Péter, Csernátony Dóra, Horvát Lili
- Gyártó: Poste Restante
- Gyártás: a Nemzeti Filmintézet 354 millió forintos támogatásával.[7]

## A film fogadtatása
Horvát Lili második nagyjátékfilmje címének a Halász Péter és Koós Anna által szervezett alternatív színház, a Kassák Ház Stúdió 1972 szeptemberében bemutatott egyik előadásának címét választotta.
Nemzetközi megjelenését, illetve a magyarországi bemutatót követően mind a hazai, mind a nemzetközi kritika jól fogadta. Kiemelik a főszereplő színészek erőteljes játékát, a visszafogott rendezést és az operatőri munkát.
A Rotten Tomatoes mérése szerint tetszési indexe 2021 februárjában 88 % volt.

## Nézettség, bevétel
A nézettségi adatok szerint 22 077 jegyet adtak el rá, és ezzel az eredménnyel mintegy 30 638 469 Ft bevételt termelt a jegypénztáraknál.

## Fontosabb díjak és jelölések
- 2020 díj: Valladolidi Nemzetközi Filmfesztivál (Arany Kalász {fődíj};  legjobb színésznő – Stork Natasa; Pilar Miró-díj – Horvát Lili)
- 2020 díj: Varsói Nemzetközi Filmfesztivál (FIPRESCI-díj)
- 2020 díj: Philadelphiai Filmfesztivál (Zsűri díja a legjobb narratív játékfilmnek)
- 2020 díj: Chicagói Nemzetközi Filmfesztivál (Új Rendezők versenyszekció) (Arany Hugó-fődíj)
- 2020 díj: Antalya Golden Orange Nemzetközi Filmfesztivál (legjobb színésznő – Stork Natasa)
- 2020 díj: Les Arcs-i Európai Filmek Fesztiválja (legjobb színésznő – Stork Natasa)
- 2021 díj: International Cinephile Society (ICS) (legjobb eredeti zene - Keresztes Gábor)
- 2020 jelölés: Szaloniki Filmfesztivál (Arany Alexander {fődíj})
- 2020 jelölés: Zürichi Filmfesztivál (Arany Szem a legjobb nemzetközi filmnek)
- 2021 jelölés: Independent Spirit Awards (legjobb nemzetközi film)
- 2022 díj: Magyar Filmkritikusok Díja (legjobb forgatókönyv)